# 언디스커버드 (영화)
언디스커버드(Undiscovered)는 미국에서 제작된 마이어트 아비스 감독의 2005년 코미디, 드라마, 멜로/로맨스 영화이다. 스티븐 스트레이트 등이 주연으로 출연하였고 마이클 번스 등이 제작에 참여하였다.

## 출연

### 주연
- 스티븐 스트레이트
- 펠 제임스

### 조연
- 킵 파듀
- 캐리 피셔
- 애슐리 심슨
- 페리 리브스
- 피셔 스티븐스
- 샤닌 소세이먼
- 피터 웰러
- 멜리사 로너
- 스티븐 모이어
- 이완 청

## 제작진
- Line PD: 마이크 업턴
- 미술: 필립 듀핀
- 의상: 제니퍼 레이드
- 배역: 제니퍼 L. 스미스